# Litoral del San Juan
Litoral del San Juan es un municipio colombiano ubicado en el extremo Sur del departamento de Chocó. Fue erigido en 1993, segregado del municipio de Istmina. Su cabecera municipal es la población de Santa Genoveva de Docordó.
Su extensión territorial es de 3.755 km² y cuenta con una temperatura promedio de 28 °C. Se encuentra a una altitud de 25 m s. n. m. Cuenta con una población de 850 habitantes en el sector urbano y 5.891 habitantes en el sector rural. Sus tierras se distribuyen en los pisos térmicos cálido, templado y frío.

## División Político-Administrativa
Además de su Cabecera municipal: Santa Genoveva de Docordó. Litoral del San Juan tiene bajo su jurisdicción los siguientes Centros poblados:
- Barrios Unidos
- Burujón
- Cebecera
- Chappien
- Copomá
- Cucurrupí
- El Coco
- Las Delicias
- Las Peñitas
- Los Perea
- Munguidó
- Palestina
- Pangalá
- Pichimá
- Puerto Murillo
- Quebrada de Togoromá
- Quícharo
- San José
- Taparal
- Taparalito
- Tordó
- Unión Guaimia
- Unión Valsalito: ubicado frente a la cabecera municipal.

## Historia
A principios del siglo XX llegaron al territorio del Litoral del San Juan los primeros colonos, que huían de la violencia en sus territorios en las costas de los departamentos de Nariño, Cauca, Valle del Cauca y Chocó. El asentamiento que daría lugar a Santa Genoveva de Docordó, actual cabecera municipal, fue habitado inicialmente por las familias Ibárgüen, Pretel, Murillo y Mosquera. A mediados de los años 1960 se erige la iglesia parroquial y se congrega a los vecinos en un caserío. El 27 de marzo de 1968 llegan las religiosas de la Compañía Misionera del Sagrado Corazón de Jesús. Para ese momento había 35 casas construidas, además de dos más al lado de la boca de la quebrada Santa Genoveva, habitadas por indígenas. Las religiosas emprendieron las primeras labores de educación para indígenas y demás habitantes del caserío. 
En 1989 comenzó el proyecto de separación del municipio de Istmina, al cual pertenecía la población. Mediante Ordenanza 011 de 1991 se elevó a municipio la zona comprendida entre los corregimientos Potedó y Pichimá, con el nombre de Bajo San Juan. En abril de 1992 se suspendió la vida jurídica del naciente municipio, que volvió a quedar bajo la jurisdicción de Istmina, por una demanda instaurada por el señor Eladio Mosquera Borja. Sin embargo, en 1993, mediante Ordenanza 018 de la Asamblea Departamental del Chocó, se dejó en firme la separación de Istmina, creándose el nuevo municipio con el nombre de Litoral del San Juan. El primer alcalde fue el abogado Alejandro Arango Mosquera, designado por el gobernador Antonio Eraclito Maya Copete. El alcalde Arango Mosquera fue encargado de organizar las primeras elecciones para la alcaldía municipal, resultando elegido el señor Luis Moisés Murillo Ibárgüen como primer alcalde de elección popular, para el período 1995-1997.

## Actividades económicas

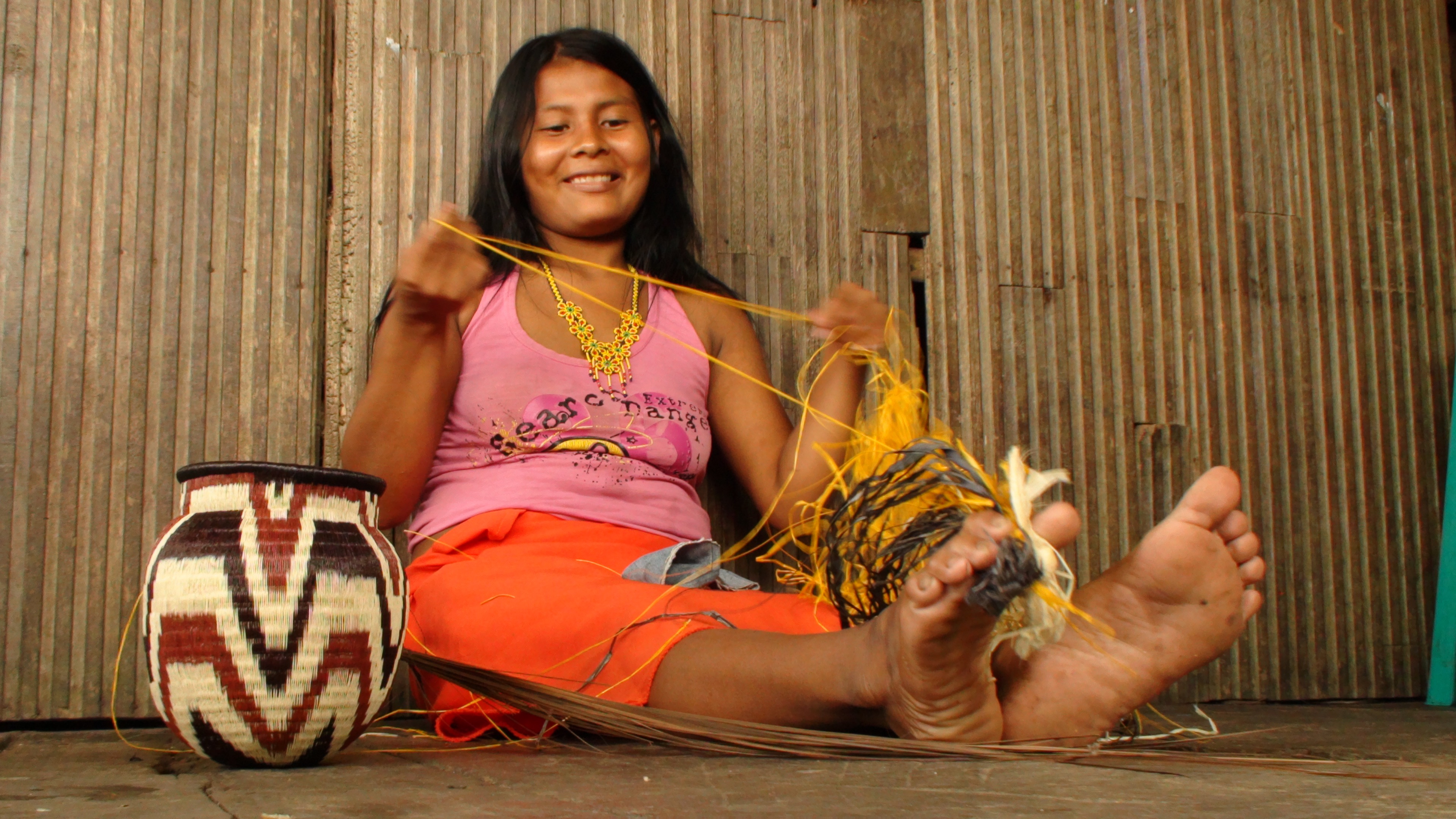
Mujer de la etnia Wounaan realizando artesanías tradicionales.

- La agricultura de plátano, caña y maíz.
- La pesca.
- La minería.
- La explotación de la madera.

## Sitios turísticos
- Bocas de Togoromá
- Playas y sitios naturales de Pichimá
- Ríos y sitios naturales de Docordó
- Bocas de Charambirá, Chavica y Cacagual.
- Playas vírgenes del choncho
- El Municipio de Litoral del San Juan en su totalidad es sitio turístico debido a que cuenta con un gran potencial de turismo étnico y cultural por estar poblado por comunidades indígenas en un 40% y el otro 60% de comunidades negras. Está bañado por el río San Juan, que desemboca a 7 bocas. Cuenta también con varias quebradas y playas.

## Festividades
- Fiesta de San Antonio; en el corregimiento de Palestina (del 10 al 13 de junio).
- Fiesta de la Virgen del Carmen (del 8 al 16 de julio).
- Fiestas de Santa Genoveva.